# Zamora (canton)
Pour les articles homonymes, voir Zamora (homonymie).
Zamora est un canton d'Équateur situé dans la province de Zamora-Chinchipe.